# Szermierka na Igrzyskach Europejskich 2015
Szermierka na Igrzyskach Europejskich 2015 odbywała się w dniach 23–27 czerwca 2015 roku w Bakı Kristal Zalı w Baku. Dwieście szenaścioro zawodników obojga płci rywalizowało łącznie w dwunastu konkurencjach indywidualnych i drużynowych.

## Podsumowanie

### Klasyfikacja medalowa
| Klasyfikacja medalowa | Klasyfikacja medalowa | Klasyfikacja medalowa | Klasyfikacja medalowa | Klasyfikacja medalowa | Klasyfikacja medalowa |
| Miejsce               | państwo               | Złoto                 | Srebro                | Brąz                  | Razem                 |
| --------------------- | --------------------- | --------------------- | --------------------- | --------------------- | --------------------- |
| 1                     | Włochy                | 3                     | 2                     | 7                     | 12                    |
| 2                     | Rumunia               | 2                     | 2                     | 1                     | 5                     |
| 3                     | Francja               | 2                     | 1                     | 3                     | 6                     |
| 4                     | Ukraina               | 2                     | 0                     | 0                     | 2                     |
| 5                     | Rosja                 | 1                     | 5                     | 3                     | 9                     |
| 6                     | Polska                | 1                     | 0                     | 0                     | 1                     |
| =                     | Wielka Brytania       | 1                     | 0                     | 0                     | 1                     |
| 8                     | Azerbejdżan           | 0                     | 1                     | 1                     | 2                     |
| =                     | Estonia               | 0                     | 1                     | 1                     | 2                     |
| 10                    | Niemcy                | 0                     | 0                     | 1                     | 1                     |
| =                     | Norwegia              | 0                     | 0                     | 1                     | 1                     |
| Razem                 | Razem                 | 12                    | 12                    | 18                    | 42                    |

### Medaliści
| Konkurencja          | 1. miejsce                                                                           | 2. miejsce                                                                         | 3. miejsce                                                                       |           |
| Mężczyźni            | Mężczyźni                                                                            | Mężczyźni                                                                          | Mężczyźni                                                                        | Mężczyźni |
| -------------------- | ------------------------------------------------------------------------------------ | ---------------------------------------------------------------------------------- | -------------------------------------------------------------------------------- | --------- |
| Floret indywidualnie | Alessio Foconi                                                                       | Timur Arsłanow                                                                     | Jean-Paul Tony Helissey Francesco Ingargiola                                     |           |
| Floret drużynowo     | Wielka Brytania · Richard Kruse · Marcus Mepstead · Benjamin Peggs · Alex Tofalides  | Włochy · Alessio Foconi · Francesco Ingargiola · Lorenzo Nista · Damiano Rosatelli | Rosja · Timur Arsłanow · Aleksiej Chowanski · Timur Safin · Dmitrij Żeriebczenko |           |
| Szabla indywidualnie | Andrij Jahodka                                                                       | Tiberiu Dolniceanu                                                                 | Luigi Miracco Alberto Pellegrini                                                 |           |
| Szabla drużynowo     | Włochy · Luigi Miracco · Massimiliano Murolo · Alberto Pellegrini · Giovanni Repetti | Rumunia · Alin Badea · Mădălin Bucur · Tiberiu Dolniceanu · Iulian Teodosiu        | Niemcy · Richard Hübers · Björn Hübner · Maximilian Kindler · Robin Schrödter    |           |
| Szpada indywidualnie | Iván Trevejo                                                                         | Siergiej Chodos                                                                    | Daniel Jérent Bartosz Piasecki                                                   |           |
| Szpada drużynowo     | Francja · Yannick Borel · Ronan Gustin · Daniel Jérent · Iván Trevejo                | Rosja · Siergiej Bida · Anton Glebko · Dmitrij Gusiew · Siergiej Chodos            | Włochy · Gabriele Bino · Gabriele Cimini · Marco Fichera · Andrea Santarelli     |           |
| Kobiety              |                                                                                      |                                                                                    |                                                                                  |           |
| Floret indywidualnie | Alice Volpi                                                                          | Jana Alborowa                                                                      | Adelina Zagidullina Valentina Cipriani                                           |           |
| Floret drużynowo     | Rosja · Jana Alborowa · Anastasija Iwanowa · Diana Jakowlewa · Adelina Zagidullina   | Francja · Gaëlle Gebet · Julie Huin · Chloé Jubenot · Jéromine Mpah Njanga         | Włochy · Chiara Cini · Valentina Cipriani · Carolina Erba · Alice Volpi          |           |
| Szabla indywidualnie | Angelika Wątor                                                                       | Sevil Bunyatova                                                                    | Sevinc Bunyatova Margaux Rifkiss                                                 |           |
| Szabla drużynowo     | Ukraina · Olha Charłan · Alina Komaszczuk · Ołena Krawaćka · Olha Żownir             | Włochy · Sofia Ciaraglia · Martina Criscio · Rebecca Gargano · Caterina Navarria   | Rosja · Wiktorija Kowalowa · Jana Obwincewa · Marija Ridiel · Tatjana Suchowa    |           |
| Szpada indywidualnie | Ana Maria Brânză                                                                     | Jana Zwieriewa                                                                     | Simona Gherman Erika Kirpu                                                       |           |
| Szpada drużynowo     | Rumunia · Ana Maria Brânză · Simona Gherman · Simona Pop · Amalia Tătăran            | Estonia · Julia Beljajeva · Irina Embrich · Erika Kirpu · Katrina Lehis            | Włochy · Camilla Batini · Brenda Briasco · Giulia Rizzi · Alberta Santuccio      |           |